# Brunnenthal (Austria)
Brunnenthal – gmina w Austrii, w kraju związkowym Górna Austria, w powiecie Schärding. Liczy 2009 mieszkańców.